# Bienitz und Moormergelgebiet
Bienitz und Moormergelgebiet este o arie protejată (arie specială de conservare — SAC, sit de importanță comunitară — SCI) din Germania întinsă pe o suprafață de 299 ha, integral pe uscat.

## Localizare
Centrul sitului Bienitz und Moormergelgebiet este situat la coordonatele 51°21′15″N 12°15′02″E / 51.3542°N 12.2506°E.

## Înființare
Situl Bienitz und Moormergelgebiet a fost declarat sit de importanță comunitară în iunie 2002 pentru a proteja 3 specii de animale. Situl a fost protejat și ca arie specială de conservare în aprilie 2011.

## Biodiversitate
Situată în ecoregiunea continentală, aria protejată conține 7 habitate naturale: Lacuri eutrofice naturale cu vegetație de tip Magnopotamion sau Hydrocharition, Pajiști uscate seminaturale și facies de acoperire cu tufișuri pe substraturi calcaroase (Festuco-Brometalia) (* situri importante pentru orhidee), Liziere de ierburi înalte hidrofile de câmpie și de nivel montan până la alpin, Pajiști aluvionare inundabile, de Cnidion dubii, Fânețe de joasă altitudine (Alopecurus pratensis, Sanguisorba officinalis), Mlaștini alcaline, Păduri de stejar și carpen Galio-Carpinetum.
La baza desemnării sitului se află mai multe specii protejate de  nevertebrate (3): Coenagrion mercuriale, phengaris nausithous (Maculinea nausithous), Vertigo angustior